# Segundo combate naval de Iquique
El segundo combate naval de Iquique, también conocido como combate nocturno de Iquique, fue un enfrentamiento naval de la guerra del Pacífico. Se llevó a cabo en la madrugada del 10 de julio de 1879 frente al puerto de Iquique, y en él se enfrentaron el blindado peruano Huáscar y la 2ª división naval chilena, que bloqueaba el puerto.

## Antecedentes
El blindado peruano Huáscar llegó a Arica el 8 de julio de 1879. En Arica, el presidente Mariano Ignacio Prado le dio orden de ir a Iquique y hundir, aprovechando la oscuridad, uno de los buques que bloqueaba Iquique, pues tenía la información de que todas las noches, la escuadra chilena se retiraba de Iquique y quedaba solo un buque a bloquear el puerto. Este buque, era la corbeta Abtao, pero lo que no supo Prado, fue que desde la noche del 8 de julio, los buques chilenos tenían orden de salir a altamar todas las noches. El capitán de navío Enrique Simpson Baeza, comandante de la división chilena bloqueadora, informó que en la noche del 7 de julio se intentó un ataque con un bote torpedo al Matías Cousiño, carbonero de la escuadra chilena, al confundírsele con el Abtao. En el Perú no hay documentos ni pruebas que certifique un ataque torpedero.
El Huáscar llegó a Pisagua a las 9 p. m. del 9 de julio para reconocer al puerto, pero el comandante del Huáscar, el capitán de navío Miguel Grau, decidió no perder tiempo y el Huáscar se fue de Pisagua a las 10 p. m. sin tomar información de la situación de los buques chilenos en Iquique.

## Desarrollo del combate
El Huáscar llegó a Iquique a las 0:45 a. m. del 10 de julio y como no había ningún buque chileno, se envío al teniente 2° graduado Fermín Diez Canseco ir a tierra a conseguir informes. Obtuvo el informe de que a las 3 p. m. del 9, habían salido la corbeta Abtao y el transporte Matías Cousiño y a las 6 p. m., hicieron lo propio, el blindado Cochrane y la cañonera Magallanes. La misión había terminado, pues no había ningún buque chileno en el puerto, pero Grau decidió ponerse en marcha de nuevo a buscarlos, a pesar de que las probabilidades de encontrarse con el blindado Cochrane, con el que tenía prohibido enfrentársele, eran grandes.
A unas 10 millas de Iquique, a las 2:20 a. m., el vigía del Huáscar avistó al Matías Cousiño, que estaba al mando del capitán Augusto Castelton. El transporte chileno avistó al buque peruano y se le intimó la rendición, pero el capitán del Matías Cousiño, teniendo presente las instrucciones de su propietaria, le contesta que no está autorizado para arriar la bandera chilena y emprende la huida. Sorprendido el Huáscar se aleja e inicia el cañoneo. El Matías Cousiño comienza a moverse de modo de ofrecer el menor blanco posible, lo que no evita que al menos tres impactos le afecten, uno de estos proyectiles penetró en el casco y se alojó en una de las carboneras. Grau ordena abordar al buque chileno para llevarlo capturado a Arica, pero al percatarse de la cercanía de la escuadra chilena, ordena a los tripulantes abandonarlo, para hundirlo. El Matias Cousiño insiste en escapar, por lo que el Huáscar siguió cañoneándolo, causando graves daños en el casco.
Al ruido de los disparos, acudió la cañonera Magallanes, el Huáscar emprendió la retira al confundir a la cañonera con el Cochrane, pero al darse cuenta de que era un buque más pequeño el que se acercaba, Grau decidió atacar al buque chileno que se aproximaba. Trabándose un combate entre el Huáscar y la cañonera Magallanes; buque que fue confundido por los peruanos como el Abtao.
La Magallanes estaba al mando del capitán de fragata Juan José Latorre y cuando estaba a 300 m le disparó un tarro de metralla con su cañón de 64 libras, iniciándose el combate entre ambos, que fue entre las 3:00 a. m. y las 3:35 a. m.. Cerca ya el Huáscar de la Magallanes, combatieron fusilándose a ciegas. En todo momento, la Magallanes trató de contener al Huáscar para dar tiempo a que el blindado chileno Cochrane llegue a auxiliarlo. Debido a la mala puntería de los tiros, Grau decidió utilizar el espolón del Huáscar para hundir a la Magallanes, pero la cañonera chilena era muy maniobrable y fue bien conducida por el capitán Latorre, evitando el espolón del Huáscar en varias oportunidades; la más cercana fue la última, que pasó a 10 metros de la popa. Un proyectil del cañón de 115 libras de la Magallanes dio de lleno sobre el casco del Huáscar sin perforarlo.
La Magallanes disparó 1 tiro de a 115 libras, 1 tarro de metralla de a 64, 6 de a 20 libras, 1 tarro de metralla de a 20 libras, 2400 tiros de fusil Comblain y 360 de revólver Adams; mientras el Huáscar, 6 de a 300 libras y varios de fusil y ametralladora.
Al tronar de los cañones y de las bengalas disparadas por la Magallanes, acudió el blindado Cochrane. Cuando este estaba a 2 mil metros de la escena del combate el Huáscar hizo rumbo al norte para evitarlo. La persecución del Huáscar por el Cochrane y la Magallanes duró hasta las 11 a. m. del 10 de julio, cuando los buques chilenos llegaron a Pisagua, desistiendo porque el Huáscar era más veloz que el Cochrane.
El Abtao no estuvo presente en este combate, ya que estaba en reparaciones lejos del puerto.

## Resultados
Ambos bandos se adjudican el buen desempeño en el combate.
El Huáscar no pudo cumplir su misión de hundir uno de los buques chilenos porque no había ninguno cuando llegó a Iquique. En su enfrentamiento con la Magallanes, utilizó el espolón sin éxito porque la cañonera chilena era un buque bien maniobrable, que contaba con doble hélice, siendo el espolón un arma efectiva contra buques casi inmóviles, como la corbeta Esmeralda. Evadió la caza de la división naval chilena y no sufrió daño alguno, en cambio, el transporte chileno Matías Cousiño quedó muy dañado, haciendo agua constantemente.
Fue notable que el capitán Latorre haya podido enfrentarse con un buque inferior como lo era la cañonera Magallanes contra un blindado como el Huáscar, haciendo el tiempo suficiente para que se aproxime el Cochrane al combate y dar caza al Huáscar, que no se pudo concretar por la mayor velocidad del buque peruano.
En mérito a esta acción, el Congreso peruano recomendó al Ejecutivo otorgarle a Miguel Grau el grado de contraalmirante. El 28 de agosto de 1879, el Ejecutivo aprobó la ley del Congreso que otorgó a Miguel Grau el ascenso a contraalmirante por las acciones del 21 de mayo y del 10 de julio.

## Consecuencias posteriores del combate
- Desprestigio del almirantazgo chileno frente a las acciones impunes de un solo barco que tiene en jaque a la marina chilena. La ciudadanía comienza a pedir destituciones.
- Latorre se convierte en un héroe nacional en Chile.
- Se consolida en Grau el apodo del "caballero de los mares" cuando avisa a los oficiales del barco Matías Cousiño el inminente bombardeo y da tiempo para la evacuación del mismo. Tiempo preciso que le costará el resultado final del encuentro.
- Wikisource contiene obras originales de o sobre Segundo combate naval de Iquique.